# Selección de fútbol de Cameria
La Selección de fútbol de Cameria es el equipo que representa a Cameria en dicha disciplina. Cameria no está afiliado a la FIFA o a la UEFA, y por lo tanto no puede competir en los torneos que estos organizan. Sin embargo el equipo es miembro de ConIFA. Cameria participó de la Copa Europa de Fútbol de ConIFA 2019, terminando en la cuarta colocación.

## Estadísticas
| Copa Europa de ConIFA | Copa Europa de ConIFA | Copa Europa de ConIFA | Copa Europa de ConIFA | Copa Europa de ConIFA | Copa Europa de ConIFA | Copa Europa de ConIFA | Copa Europa de ConIFA | Copa Europa de ConIFA |
| Año                   | Posición              | PJ                    | PG                    | PE                    | PP                    | GF                    | GC                    |                       |
| --------------------- | --------------------- | --------------------- | --------------------- | --------------------- | --------------------- | --------------------- | --------------------- | --------------------- |
| 2015                  | No participó          | No participó          | No participó          | No participó          | No participó          | No participó          | No participó          |                       |
| 2017                  | No participó          | No participó          | No participó          | No participó          | No participó          | No participó          | No participó          |                       |
| 2019                  | 4.º                   | 5                     | 2                     | 2                     | 1                     | 9                     | 4                     |                       |
| 2021                  | Evento cancelado      | Evento cancelado      | Evento cancelado      | Evento cancelado      | Evento cancelado      | Evento cancelado      | Evento cancelado      |                       |
| Total                 | 1/3                   | 5                     | 2                     | 2                     | 1                     | 9                     | 4                     |                       |

| Copa UNPO | Copa UNPO    | Copa UNPO    | Copa UNPO    | Copa UNPO    | Copa UNPO    | Copa UNPO    | Copa UNPO    | Copa UNPO |
| Año       | Posición     | PJ           | PG           | PE           | PP           | GF           | GC           |           |
| --------- | ------------ | ------------ | ------------ | ------------ | ------------ | ------------ | ------------ | --------- |
| 2005      | No participó | No participó | No participó | No participó | No participó | No participó | No participó |           |
| 2017      | 1.º          | 3            | 3            | 0            | 0            | 12           | 3            |           |
| Total     | 1/2          | 3            | 3            | 0            | 0            | 12           | 3            |           |

## Partidos

### Copa UNPO 2017
| Fecha               | Lugar                 |         | Rival              | Resultado |
| ------------------- | --------------------- | ------- | ------------------ | --------- |
| 17 de junio de 2017 | La Haya, Países Bajos | Cameria | Kurdistán          | 6:0       |
| 17 de junio de 2017 | La Haya, Países Bajos | Cameria | Camerún Meridional | 3:1       |
| 17 de junio de 2017 | La Haya, Países Bajos | Cameria | FC Umubano         | 3:2       |

### Copa Europa de ConIFA
| Fecha              | Lugar               |         | Rival          | Resultado                                               |
| ------------------ | ------------------- | ------- | -------------- | ------------------------------------------------------- |
| 2 de junio de 2019 | Askeran, Artsaj     | Cameria | Abjasia        | 1:3                                                     |
| 3 de junio de 2019 | Xocavənd, Artsaj    | Cameria | Artsaj         | 4:1                                                     |
| 4 de junio de 2019 | Martakert, Artsaj   | Cameria | Laponia        | 4:0 Archivado el 9 de junio de 2019 en Wayback Machine. |
| 6 de junio de 2019 | Askeran, Artsaj     | Cameria | Osetia del Sur | 0:0 (5:6 pen.)                                          |
| 8 de junio de 2019 | Stepanakert, Artsaj | Cameria | Abjasia        | 0:0 (4:5 pen.)                                          |

### Otros torneos
| Torneo                                                        | Fecha               |         | Rival        | Lugar                   | Resultado |
| ------------------------------------------------------------- | ------------------- | ------- | ------------ | ----------------------- | --------- |
| Calificación para la Copa Mundial de Fútbol de ConIFA de 2024 | 30 de junio de 2023 | Cameria | Pais Siculo  | Miercurea Ciuc, Rumania | 2:3       |
| Calificación para la Copa Mundial de Fútbol de ConIFA de 2024 | 1 de julio de 2023  | Cameria | Dos Sicilias | Miercurea Ciuc, Rumania | 3:1       |